# Fever to Tell
Fever to Tell je debutové album americké rockové skupiny Yeah Yeah Yeahs, které vyšlo 29. dubna 2003 prostřednictvím společnosti Interscope. Producentem alba se stal David Andrew Sitek, mixu se ujal Alan Moulder.
Album Fever to Tell bylo nominováno na cenu Grammy v kategorii Nejlepší alternativní album roku a získalo zlatou desku ve Velké Británii. Videoklip pro skladbu Maps bylo v roce 2004 nominováno v kategoriích Nejlepší umělecká režie, Nejlepší kinematografie, Nejlepší střih a MTV2 Award na udílení cen MTV Video Music Awards. The New York Times označili album Fever to Tell jako nejlepší album roku. V červnu 2005 se album umístilo na 89. místě v seznamu 100 nejlepších alb v rozpětí let 1985-2005 magazínu Spin. Album bylo také zařazeno do knihy 1001 alb, které musíte slyšet, než umřete (1001 Albums You Must Hear Before You Die). V roce 2009 označili Rolling Stone, Pitchfork Media a NME toto album 28., 24. a 5. nejlepším albem desetiletí.
Podle deníku The Guardian bylo celosvětově prodáno více než 1 milión kopií tohoto alba.

## Seznam skladeb
Všechny skladby napsal(i) Yeah Yeah Yeahs. 
| Pořadí         | Název                                         | Délka |
| -------------- | --------------------------------------------- | ----- |
| 1.             | Rich                                          | 3:36  |
| 2.             | Date with the Night                           | 2:35  |
| 3.             | Man                                           | 1:50  |
| 4.             | Tick                                          | 1:49  |
| 5.             | Black Tongue                                  | 2:59  |
| 6.             | Pin                                           | 2:00  |
| 7.             | Cold Light                                    | 2:16  |
| 8.             | No No No                                      | 5:14  |
| 9.             | Maps                                          | 3:39  |
| 10.            | Y Control                                     | 4:00  |
| 11.            | Modern Romance ("Poor Song" (skrytá skladba)) | 7:28  |
| Celková délka: | Celková délka:                                | 39:29 |

## Obsazení
- Brian Chase – bubny a perkuse
- Karen O – zpěv
- Nick Zinner - všechny ostatní instrumenty a úprava hudby

### Produkce
- David Andrew Sitek, Yeah Yeah Yeahs – produkce
- Chris Coady – postprodukce
- Roger Lian – úpravy
- Alan Moulder, David Andrew Sitek – mixáž
- Rick Levy – asistent
- Howie Weinberg – mastering
- Cody Critcheloe – obal alba

## Hitparády

### Album
| Rok  | Hitparáda      | Nejvyšší pozice |
| ---- | -------------- | --------------- |
| 2004 | Billboard 200  | 55              |
| 2004 | UK Album Chart | 13              |

### Singly
| Rok  | Singl  | Hitparáda          | Nejvyšší pozice |
| ---- | ------ | ------------------ | --------------- |
| 2004 | "Maps" | Modern Rock Tracks | 9               |
| 2004 | "Maps" | Billboard Hot 100  | 87              |